# Erlichbach (Petersbach)
Der Erlichbach ist ein knapp neun Kilometer langer Bach in der Oberlausitz. Er speist sich aus mehreren Quellen am Südosthang des Sonnenhübels und durchfließt Großhennersdorf komplett in nördlicher Richtung. Nördlich des Dorfes nimmt der Bach das Wasser des Höllenbachs auf.
Der Unterlauf des Baches umfließt den waldbestandenen Roten Berg west- und zuletzt nordostwärts, an dessen Nordwestfuß er dann mündet. Dieser Abschnitt ist stark von Mäandern geprägt und gehört vollständig zum FFH-Gebiet Pließnitzgebiet und zum Landschaftsschutzgebiet Herrnhuter Bergland. Vorkommen des Pyrenäen-Storchschnabels sind hier anzutreffen.